# 熊棋

簡單的熊棋遊戲板

熊棋（Bear games），是昔日流行於羅馬帝國的兩人棋類統稱，具有數種棋盤，至今義大利仍可見到，歷史上與老虎棋、兔棋有所淵源。勝利條件與老虎棋類似，但不具吃子規則，其中一種棋盤與中國的西瓜棋完全相同。

## 棋具
- 棋盤為長方形或圓形，裡面繪有圓曲線交叉。

- 分為兩方：人方、熊方。
  - 人方：有三枚稱為人的棋子。
  - 熊方：有一枚稱為熊的棋子。

## 規則
- 棋子皆放在棋點。

- 任何棋子皆須需棋盤上的斜縱橫線移動至鄰近的空白棋點。

- 人方在一定步數中，需讓熊棋不能移動獲勝。否則輸掉遊戲[2]。

## 外部連結
- 遊戲介紹
- 遊戲下載[永久]